# Georg Müller (Prediger)
Georg Müller (auch Jurgen Muller; Georgius Mollerus; Jörgen Möller, * ca. 1570 vermutlich Tallinn; † 30. Junijul. / 10. Juli 1608greg. in Tallinn) war ein Lehrer und Geistlicher in Tallinn, von dem die erste umfangreichere estnische Textsammlung überliefert ist.

## Werdegang
Über Müllers Herkunft ist wenig bekannt. Da er aber 1587 auf Kosten der Stadt Tallinn zum Schulbesuch nach Lübeck geschickt wurde, erscheint plausibel, dass er auch aus dieser Stadt stammte und vermutlich Anfang der 1570er-Jahre geboren wurde. Ob er deutscher oder estnischer Abstammung und was seine Muttersprache war, ist nicht bekannt. Als Stipendiat der Stadt Tallinn hatte er sich zur Rückkehr verpflichtet, die 1595 erfolgte. Er war dann kurzzeitig Lehrer in Tallinn und um 1600 vermutlich an der Schule in Rakvere.
1601 wurde er Hilfsprediger an der Heiliggeistkirche in Tallinn und damit Nachfolger von Balthasar Rüssow. Er starb bereits sieben Jahre später.

## „Neununddreißig estnische Predigten“

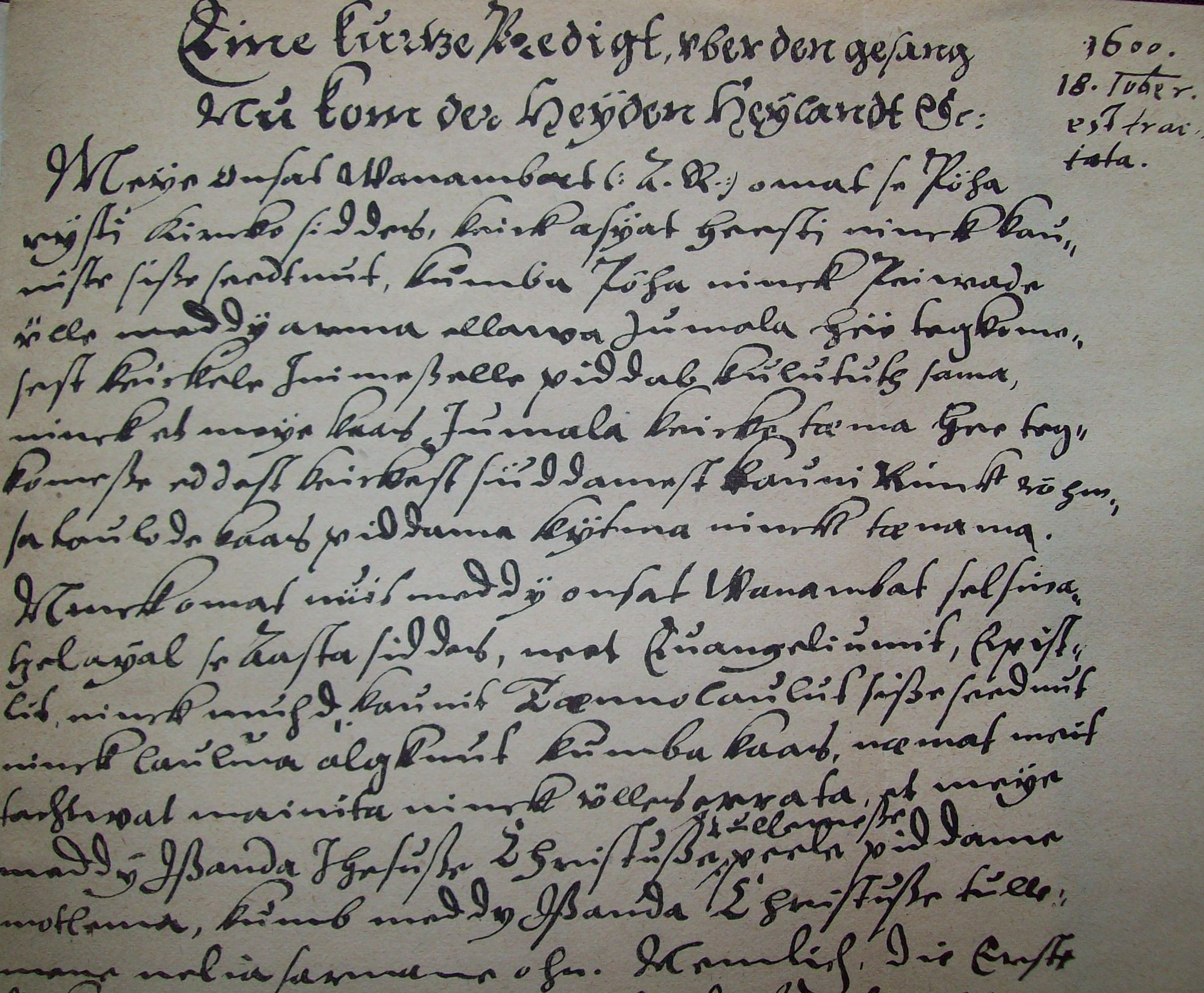
Faksimile der ersten Predigt vom 18. Dezember 1600

1884 entdeckte der Tallinner Stadtarchivar Theodor Schiemann 34 Hefte mit 39 auf die Jahre 1600 bis 1606 datierten Predigten, die vornehmlich auf Estnisch abgefasst waren, jedoch auch längere Passagen, Einschübe, Erläuterungen und einzelne Wörter auf Deutsch enthielten. Schnell wurde erkannt, dass es sich um eine wichtige Quelle zur estnischen Sprache handelte, zumal man zu jenem Zeitpunkt noch den ersten Teil von Heinrich Stahls Hand- und Haußbuch (1632) für den ältesten estnischen Druck hielt. Aber auch spätere ältere Funde reichten nicht an den Umfang des Materials dieser Predigtsammlung heran.
Müllers Predigten sind sprachgeschichtlich wertvoll, aber ebenso vom kulturgeschichtlichen Standpunkt her interessant. Sie geben viel Informationen über die Zeitumstände (Krieg, Missernten, Pest), andererseits bemängelt der Prediger mehrmals den schlechten Gesang seiner Gemeinde. Während die Titel deutschsprachig sind, ist der Text in der Regel Estnisch, und in dieser Sprache wurden die Predigten auch gehalten. Wenn es deutsche oder lateinische Passagen gibt, so dienten sie dem Prediger nur als Gedächtnisstütze. Das Manuskript war so höchstwahrscheinlich nicht für den Druck geplant, obwohl spätere Quellen von einem (bislang nicht aufgefundenen) Manuskript von Müller sprechen, das dieser zum Druck gegeben habe.

## Editionen
- Neununddreißig Estnische Predigten von Georg Müller aus den Jahren 1600–1606. Mit einem Vorwort von Wilhelm Reiman (= Verhandlungen der Gelehrten Estnischen Gesellschaft 15). Dorpat 1891. Digitalisat
- Jutluseraamat (Eesti mõttelugu 78). Ilmamaa, Tartu 2007 (zweisprachige Ausgabe mit Übertragungen ins moderne Estnisch).